# Мицоле (Верона)
Мицоле је насеље у Италији у округу Верона, региону Венето.
Према процени из 2011. у насељу је живело 799 становника. Насеље се налази на надморској висини од 88 м.